# Rastko Cvetković
Rastko Cvetković (en serbio Растко Цветковић, nacido el 22 de junio de 1970 en Belgrado) es un exjugador de baloncesto serbio que disputó una temporada en la NBA, además de jugar en su país, en Finlandia, Hungría y Portugal. Con 2,16 metros de estatura, jugaba en la posición de pívot.

## Trayectoria deportiva

### Profesional
Se formó en las categorías inferiores del Estrella Roja, donde jugó entre 1988 y 1993- Tras una temporada en el AEK Atenas de la liga griega, en 1995 fichó por los Denver Nuggets de la NBA, con los que jugó 14 partidos, consiguiendo 10 puntos y 11 rebotes en total.
Posteriormente regresó a su país, para jugar en años posteriores en Finlandia, Hungría y Portugal.

## Estadísticas de su carrera en la NBA

### Temporada regular
| Temporada | Edad | Equipo         | Liga | Pos. | P  | TIT | MIN | TC  | TCA | %TC  | 3P  | 3PA | %3P  | TL  | TLA | %TL  | R.OF. | R.DEF. | REB | ASIS | ROB | TAP | PER | FP  | PTS |
| 1995-96   | 25   | Denver Nuggets | NBA  | C    | 14 | 0   | 3.4 | 0.4 | 1.1 | .313 | 0.0 | 0.1 | .000 | 0.0 | 0.3 | .000 | 0.3   | 0.5    | 0.8 | 0.2  | 0.1 | 0.1 | 0.2 | 0.8 | 0.7 |
| Total     |      |                | NBA  |      | 14 | 0   | 3.4 | 0.4 | 1.1 | .313 | 0.0 | 0.1 | .000 | 0.0 | 0.3 | .000 | 0.3   | 0.5    | 0.8 | 0.2  | 0.1 | 0.1 | 0.2 | 0.8 | 0.7 |